# Carlos Ysbert
Carlos Spitzer Ysbert, més conegut com a Carlos Ysbert o (Isbert) (Madrid, 4 de juliol de 1956) és un actor de teatre, cinema, televisió i doblatge espanyol.
Pertany a la saga d'actors iniciada pel seu avi José Isbert i continuada per la seva mare, María Isbert. És fill d'aquesta i de l'hongarès Antonio Spitzer. Té sis germans, entre els quals destaquen l'escriptor, guionista i dramaturg José S. Isbert i l'actor Tony Isbert.
Ha participat com a intèrpret en les pel·lícules El palo d'Eva Lesmes, ¿Cuánto cobra un espía? de Jesús Franco, El sudor de los ruiseñores de Juan Manuel Cotelo, així com a la sèrie Al salir de clase de Tele 5.
Es la veu habitual d'actors com John Goodman, Daniel Auteuil i Tom Sizemore. Altres papers en sèries on intervé com a actor de doblatge són Norm (George Wendt) a Cheers, Tony Soprano (James Gandolfini) a Los Soprano, John Abruzzi (Peter Stormare) a Prison Break, Leslie Artz a Perdidos, Vic Mackey (Michael Chiklis) a The Shield, Andy Bellefleur (Chris Bauer) a True Blood, Hank Schrader (Dean Norris) a Breaking Bad i William Murderface a Metalocalypse. També és director i adaptador de doblatge. Ha realitzat més de 2000 papers.
El 2000 va substituir Carlos Revilla com la veu de Homer Simpson a Espanya després de la defunció d'aquest. A l'Estudi Abaira de doblatge, a més del seu treball d'actor de veu, ha traduït, dirigit i adaptat la traducció de sèries i pel·lícules com la sèrie de televisió Castle, la segona temporada de Entre fantasmes. En el camp del videojoc, pot esmentar-se el seu treball en Kingdom Hearts II donant veu espanyola al personatge de Hades i Torbjörn en Overwatch.
També ha actuat en el primer lliurament de la saga Imperivm, Celtic Kings: Rage of War.